# Mihai Răzvan Ungureanu
Mihai Răzvan Ungureanu (Iași, 22 september 1968) is een Roemeens historicus en politicus. In 2012 was hij enkele maanden premier van Roemenië. Daarnaast was hij onder meer minister van Buitenlandse Zaken (2004–2007) en directeur van de Buitenlandse Inlichtingen- en Veiligheidsdienst (SIE) (2007–2012 en 2015–2016). 

## Biografie
Ungureanu is de zoon van professor Ștefan Ungureanu, voormalig locoburgemeester van Iași. Mihai Răzvan Ungureanu is getrouwd en heeft een zoon.

### Studie
Ungureanu studeerde wiskunde en fysica aan de Costache Nedruzzi Hogeschool in Iași en studeerde af in 1987. Hierna studeerde hij geschiedenis en filosofie aan de Universiteit van Iași die hij in 1992 afrondde. In 1993 behaalde hij zijn masters aan het Oxford Centrum voor Hebreeuwse en Joodse Studies, een onafhankelijk studieprogramma verbonden aan het St. Cross College aan de Universiteit van Oxford. In maart 2004 ontving hij zijn doctoraal (Ph.d.) aan de Universiteit van Iași voor zijn proefschrift "Conversion and integration in the Romanian society in the early-modern era".
Van 1985 tot 1989 was hij vervangend lid van het centrale Commissie van de Communistische Jeugd Unie. 

### Politieke carrière
Ungureanu was professor aan de Universiteit van Iași toen hij gevraagd werd voor een diplomatieke functie in 1998. Hij werd aangesteld als staatssecretaris op het ministerie van Buitenlandse Zaken van 1998 tot 2000 en was vertegenwoordiger namens Roemenië bij het Stabiliteitspact voor Zuidoost-Europa.
Als lid van de NPL, die onderdeel uitmaakte van de Alliantie van Recht en Waarheid, werd hij op 28 december 2004 minister van Buitenlandse Zaken in het kabinet-Popescu-Tăriceanu, nadat de andere kandidaat Traian Băsescu was verkozen tot president. Op 2 februari 2007 werd Ungureanu door premier Călin Popescu-Tăriceanu verzocht op te stappen nadat hij had verzuimd te melden dat twee Roemeense arbeiders in Irak waren opgepakt door de coalitietroepen. Drie dagen later nam hij ontslag.
Na zijn ontslag werd hij door de president voorgedragen voor de post van directeur van de Buitenlandse Inlichtingen- en Veiligheidsdienst (SIE) nadat de vorig directeur Claudiu Săftoiu vanwege hetzelfde schandaal met de Roemeense arbeiders, was opgestapt. Met een meerderheid van 318 tegen 295 senatoren werd hij op 5 december 2007 verkozen tot directeur van het SIE.
Nadat in 2012 het tweede kabinet van premier Emil Boc was gevallen na hevige protesten tegen de bezuinigingen, werd Mihai Răzvan Ungureanu door president Băsescu aangesteld als nieuwe premier. Enkele maanden later werd hij echter weggestemd nadat de oppositie onder leiding van de USL een motie van wantrouwen tegen hem had ingediend. Het USL gaf verschillende redenen aan voor het indienen van de motie: ze beschuldigde de zittende coalitie ervan publieke gelden naar lokale partijafdelingen te sluizen om zo de lokale verkiezingen van 10 juni te beïnvloeden, dat de verkoop van exploitatievergunningen en de privatisering van staatsbedrijven niet transparant genoeg was en dat er een Hongaarstalige faculteit aan de Universiteit van Târgu Mureș werd ingesteld tegen de wens van het universiteitsbestuur in (een wens van PD-L coalitiegenoot Democratische Unie van Hongaren in Roemenië). Hoewel in eerste instantie het kabinet van Ungureanu een parlementaire meerderheid had en de motie dus geen haalbare zaak leek, bleek na een emotioneel debat dat er enkele leden van PD-L overliepen naar de oppositie, waarna er toch een meerderheid van vier stemmen bleek te zijn voor het aftreden. Ungureanu werd vervangen door Victor Ponta van de PSD die naar voren was geschoven door de oppositie.
Na zijn ontslag als premier startte Mihai Răzvan Ungureanu op 7 juli een nieuwe beweging, genaamd Centrum-Rechts Burger Initiatief (Iniţiativa Civică de Centru Dreapta), die zich als centrumrechts presenteerde. Deze beweging lieerde zich in augustus aan de partij Burger Kracht (Forța Civică) en deze partij koos Ungureanu vervolgens tot voorzitter. Burger Kracht ging een alliantie aan met o.a. de PD-L onder de naam Rechts Roemeense Alliantie. Onder deze alliantie kwam Ungureanu bij de parlementsverkiezingen van 2012 namens het district Arad weer in de senaat terecht. Burger Kracht ging op in de PD-L en Ungureanu werd vicevoorzitter.
Nadat Klaus Johannis in 2014 tot president was verkozen, werd Ungureanu diens adviseur. In juni 2015 werd Ungureanu op verzoek van Johannis voor een tweede maal aangesteld als directeur van de SIE. Op 26 september 2016 nam hij echter alweer ontslag als directeur wegens gezondheidsproblemen.